# Creobroter laevicollis
Creobroter laevicollis es una especie de mantis de la familia Hymenopodidae.

## Distribución geográfica
Se encuentra en la India y Java.